# Vitória da Conquista
Vitória da Conquista es un municipio brasileño del estado de Bahía. Se localiza a una latitud 14°51′58″ S y a una longitud 40°50′22″ O, a una altitud de 923 m s. n. m. Su población estimada para 2005 es de 303.926 habitantes y posee un área de 3.743 km². Su clima es semiárido, y existen problemas de suministro de agua en algunas zonas.
Jurídicamente, el Municipio de Vitória da Conquista estaba ligado a Minas do Rio de Contas, después, en 1842, quedó bajo la jurisdicción de la Comarca de Nazaré. Por Decreto n.º 1.392, del 26 de abril de 1854, pasó a manos de la Comarca de Maracás y, posteriormente, a la Comarca de Santo Antônio da Barra (actual Condeúba), hasta 1882, cuando se transformó en Comarca.
Hasta la década de 1940, la base económica del municipio se fundaba en la actividad pecuaria extensiva. A partir de ahí, la estructura económica y social entraría en una nueva etapa, con el comercio ocupando un lugar destacado en la economía local. En función de su privilegiada localización geográfica, con la apertura de la ruta Río-Bahía (actual BR 116) y de la ruta Ilhéus-Lapa, el municipio se pudo integrar a las otras regiones del Estado y al resto del País.

### Historia
El Arraial da Conquista fue fundado en 1783 por el sertanista portugués João Gonçalves da Costa, nacido en Chaves en 1720, en el Alto Tâmega, en la región de Trás-os-Montes. A los dieciséis años de edad fue a Brasil. En la época del reinado de D. João V, D. José I y Doña María I en la conquista de las tierras al oeste de la costa de Bahía, sirvió a la Corona portuguesa en la época del reinado de D. João V, D. José I y Doña María I.
Anteriormente ya había luchado al lado del Maestro de Campo João da Silva Guimarães, líder de la Bandera responsable por la ocupación territorial del Sertão, iniciada en 1752. El origen del núcleo poblacional está relacionado con la búsqueda de oro, la introducción de la actividad pecuaria y el interés de la metrópolis portuguesa en crear un aglomerado urbano entre la región costera y el interior del Sertão. Por lo tanto, se integra a la expansión del ciclo de colonización de los fines del siglo XVIII.
A través de la Ley Provincial N.º 124, del 19 de mayo de 1840, el Arraial da Conquista fue elevado a villa y freguesia, pasando a denominarse Imperial Vila da Vitória, con territorio desmembrado del municipio de Caetité, verificándose su instalación en 9 de noviembre del mismo año. En el acto de 1 de julio de 1891, la Imperial Vila da Vitória, pasó a la categoría de ciudad, recibiendo, simplemente, el nombre de Conquista. Finalmente, en diciembre de 1943, a través de la Ley Estadual N.º 141, el nombre del Municipio es modificado para Vitória da Conquista.
Jurídicamente, el Municipio de Vitória da Conquista estuvo ligado a Minas del Río Pardo, después, en 1842, quedó bajo la jurisdicción de la Comarca de Nazaret. Por Decreto n.º 1.392, de 26 de abril de 1854, pasó a término adjunto a la Comarca de Maracás y posteriormente a la Comarca de Santo Antônio da Barra (actual Condeúba), hasta 1882, cuando se transformó en Comarca.
Hasta la década de 1940, la base económica del municipio se fundaba en la ganadería extensiva. A partir de ahí, la estructura económica y social entraría en una nueva etapa, con el comercio ocupando un lugar de gran destaque en la economía local. En función de su privilegiada ubicación geográfica, con la apertura de la carretera Río-Bahía (actual BR-116) y de la carretera Ilhéus-Lapa, el municipio puede integrarse a las otras regiones del estado y al resto del país; Y luego pasó a polarizar casi un centenar de municipios del centro-sur de Bahía y norte de Minas.
El territorio donde hoy está ubicado el Municipio de Vitória da Conquista fue habitado por los pueblos indígenas Mongoiós, subgrupo Camacanes, Ymborés (o Aimorés) y en menor escala los Pataxós. Los pueblos se extendían por una extensa franja, conocida como Sertão da Ressaca, que va de las márgenes del alto Río Pardo hasta el medio Río das Cuentas.
Los indios mongoiós (o Kamakan), aimorés y pataxós pertenecían al mismo tronco: Macro-Jê. Cada uno de ellos tenía su lengua y sus ritos religiosos. Los mongoiós solían fijarse en una determinada área, mientras que los otros dos pueblos circulaban más a lo largo del año.
Los aimorés, también conocidos como Botocudos, tenían piel morena y el hábito de usar un botoque de madera en las orejas y labios - de ahí el nombre Botocudo. Le gusta pintar el cuerpo con extractos de urucum y jenipapo. Eran guerreros temidos, vivían de la caza y de la pesca y dividían el trabajo de acuerdo con el género, cabiendo a las mujeres el cuidado con los alimentos. Los hombres se hacían responsables de la caza, la pesca y la fabricación de los utensilios a ser utilizados en las guerras.
Los pataxós no presentaban gran tamaño físico. Se habla de sus caras anchas y de las facciones groseras. No pintaban los cuerpos. La caza era una de sus principales actividades. También practicaban la agricultura. Hay poca información acerca de los Pataxós.
Los relatos afirman que los Mongoiós o Kamakan eran dueños de una belleza física y una elegancia en los gestos que los distinguían de los demás. Tienen el hábito de depilar el cuerpo y de usar ornamentos hechos de plumas, como los cocares. Practicaban la artesanía, la caza y la agricultura. El trabajo también se dividía de acuerdo con los géneros. Las mujeres mongoiós eran tejedoras. El arte, con carácter utilitario, tenía importancia para ese pueblo. Hacían cerámicas, bolsas y bolsas de fibras de palma que se destacaban por la calidad. Los mongoiós eran festivos, tenían gran respeto por los mayores y por los muertos.
Aimorés, Pataxós y Mongoiós lucharon varias luchas entre sí por la ocupación del territorio. El sentido de esas luchas, sin embargo, no estaba vinculado a la cuestión de la propiedad de la tierra, sino a la supervivencia, ya que el área dominada era garantía de alimento para la comunidad.

## Demografía
La población de Vitória da Conquista está compuesta por 340.109 habitantes según el IBGE / 2014.
Etnias
| Color       | Porcentaje |
| ----------- | ---------- |
| Parda       | 56,8%      |
| Blanca      | 32,4%      |
| Negra       | 10,1%      |
| Amarillo    | 0,4%       |
| Indígena    | 0,1%       |
| (En inglés) | 0,1%       |

### Galería de imágenes

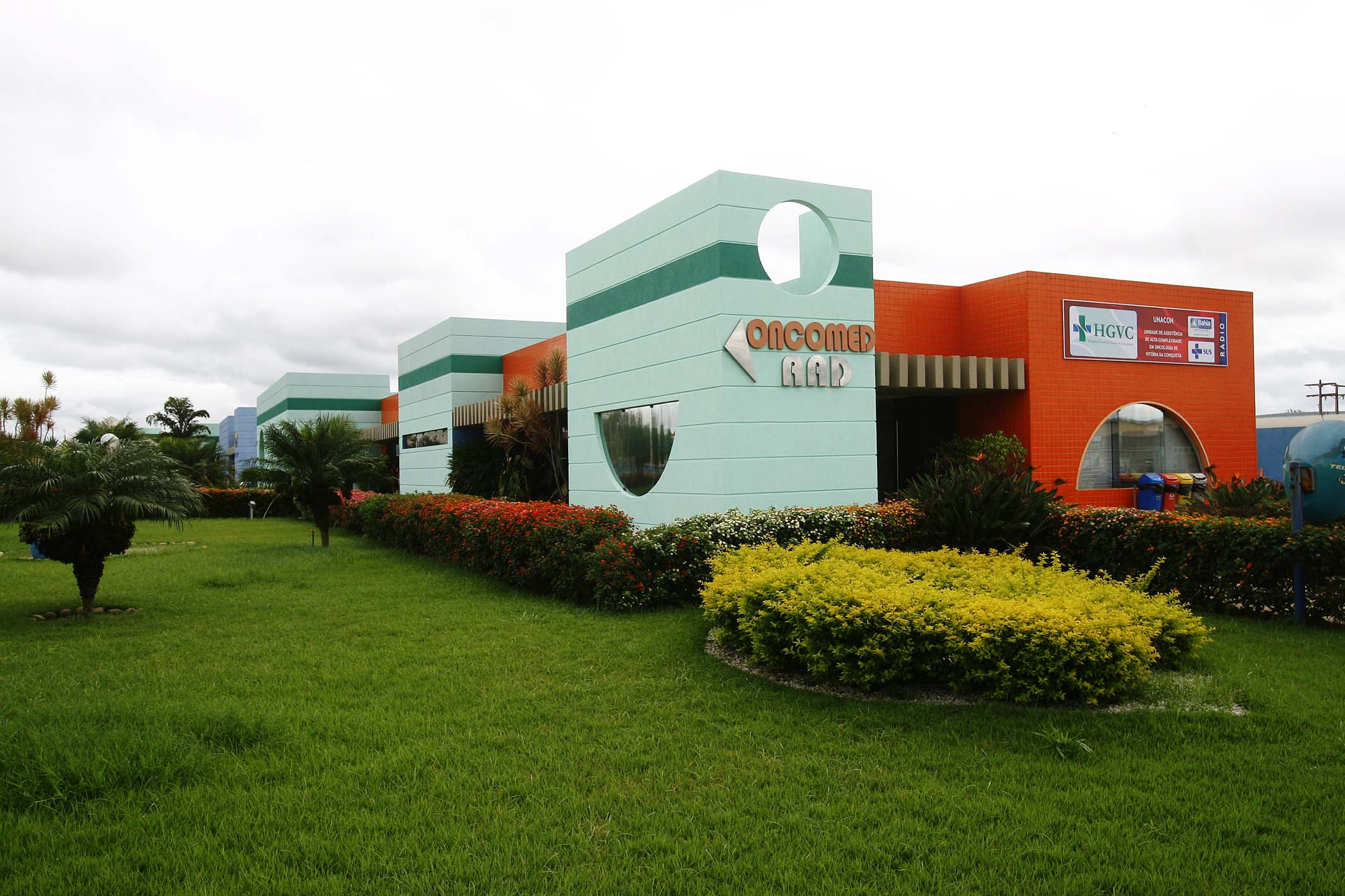
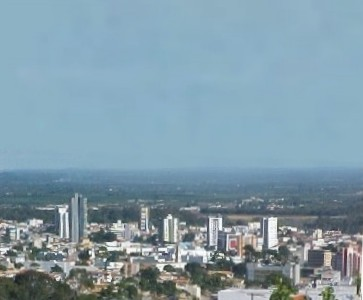
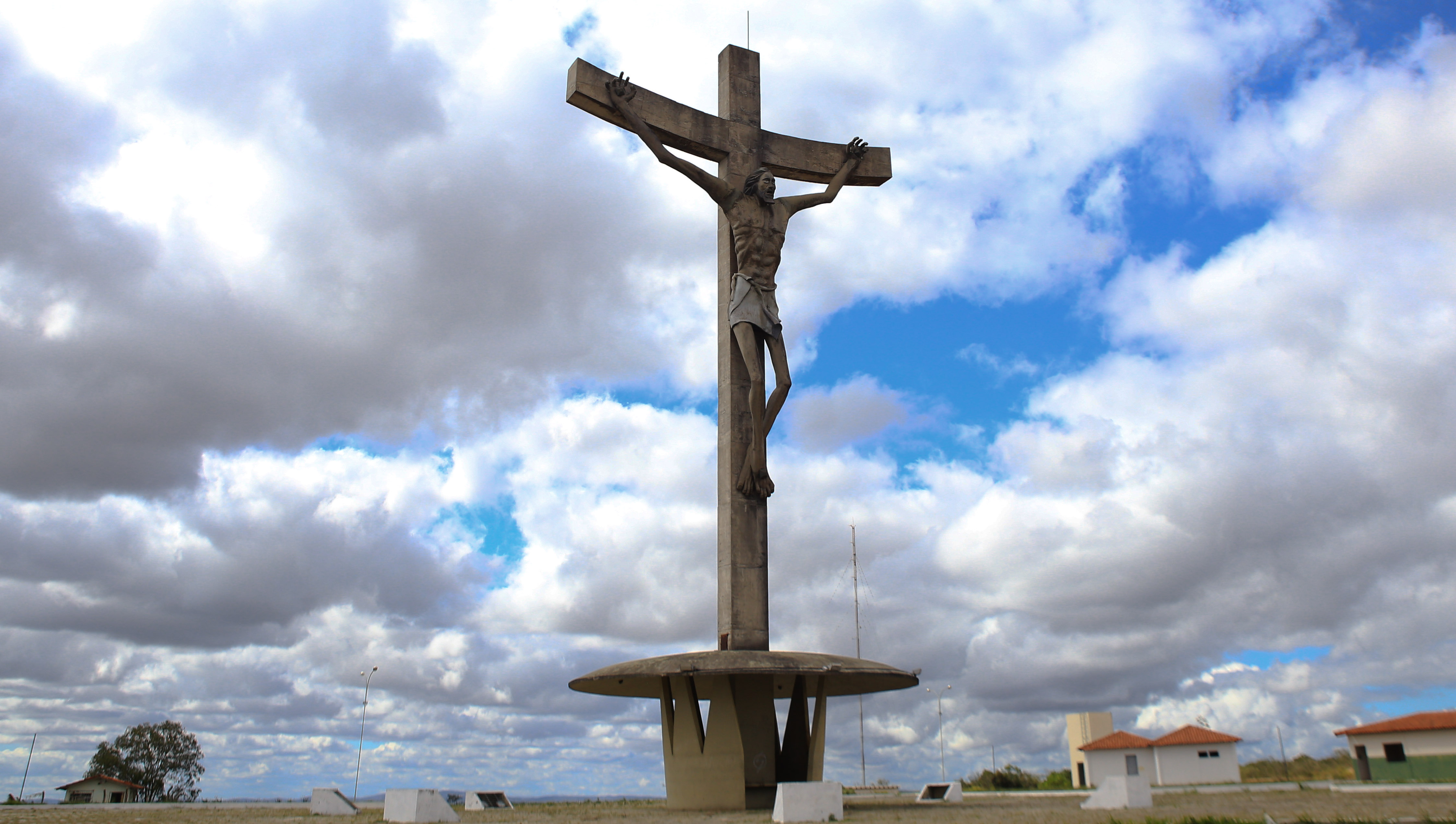